# Torymus umbilicatus
Torymus umbilicatus is een vliesvleugelig insect uit de familie Torymidae. De wetenschappelijke naam is voor het eerst geldig gepubliceerd in 1919 door Gahan.